# Melika Foroutan
Melika Foroutan (n. 1976, Teheran, Iran) este o actriță germană.

## Biografie
Melika Foroutan a studiat între anii 1995 - 1998, filozofie, engleză și istorie la Universitatea din Köln. Între anii 1999 - 2004 studiază dramaturgia la universitatea din Berlin și Leipzig. Ea apare în serialul TV KDD – Kriminaldauerdienst, și în filmele Die dunkle Seite sau Wim Wenders' Palermo Shooting.

## Filmografie
Sursa:
- 2000: Für dich mein Herz (film de scurt metraj)
- 2004: SK Kölsch – Von Bullen und Butlern
- 2004: Blond: Eva Blond! – Der Zwerg im Schließfach
- 2004: Das Zimmermädchen und der Millionär (film TV)
- 2005–2007: Der Fürst und das Mädchen
- 2006: Ein starkes Team – Dunkle Schatten
- 2006: Vogel im Käfig (film de scurt metraj)
- 2006: Alles über Anna (serial TV)
- 2006: Die Sitte – Die Unwiderstehlichen
- 2006: Krieg der Frauen (film TV)
- 2006: Wut (film TV)
- 2007: Bittersüsses Nichts (film de scurt metraj)
- 2007: Drei Reisende (film de scurt metraj)
- 2007–2010: KDD – Kriminaldauerdienst
- 2008: Nachtschicht – Ich habe Angst
- 2008: Die dunkle Seite (film TV)
- 2008: Lutter – Ein toter Bruder
- 2008: Palermo Shooting
- 2009: Der Kapitän – Piraten
- 2009: Der Kapitän – Packeis
- 2009: 66/67 – Fairplay war gestern
- 2009: Flemming – Der Tag ohne gestern
- 2010: Wilsberg – Gefahr im Verzug[necesită citare]
- 2010: Stolberg (TV series) – Familienbande
- 2011: Vorstadtkrokodile 3
- 2011: Von Mäusen und Lügen
- 2011: Der Duft von Holunder
- 2011: Der Mann mit dem Fagott
- 2011: Es ist nicht vorbei
- 2011: Unter Verdacht – Persönliche Sicherheiten
- 2011: Und dennoch lieben wir – Regie: Matthias Tiefenbacher (Fernsehfilm) [10]
- 2012: Das Ende einer Nacht
- 2012: Schief gewickelt
- 2013: Die Kronzeugin – Mord in den Bergen (Fernsehfilm)[11]
- 2013: Weissensee
- 2013: Unter Feinden
- 2014: Das Attentat Sarajevo 1914
- 2014: Das Lächeln der Frauen
- 2014: Die Mamba
- 2014: Louise Boni – Mord im Zeichen des Zen
- 2015: Louise Boni – Jäger in der Nacht
- 2016: Der gute Bulle
- 2017: Reich oder Tot
- 2018: Wiener Blut
- 2019: Triburile Europei - ca Varvara
- 2020: Il Pastore
- 2020: Mediterranéo